# Козин (річка)
Козелька (Козулька) — річка в Україні, у Млинівському й Дубенському районах Рівненської області. Ліва притока Стубазки (басейн Дніпра).

## Опис
Довжина річки 14 км, похил річки — 2,6 м/км. Площа басейну 75,8 км².

## Розташування
Бере початок у селі Новоселівці. Тече переважно на північний схід через Косареве, Тушебин і впадає у річку Стубазку, ліву притоку Горині.
Населені пункти вздовж берегової смуги: Іванківці, Мошків, Перемилівка.
Річку перетинає автошлях Т 1806